# 웨슬리 시미나

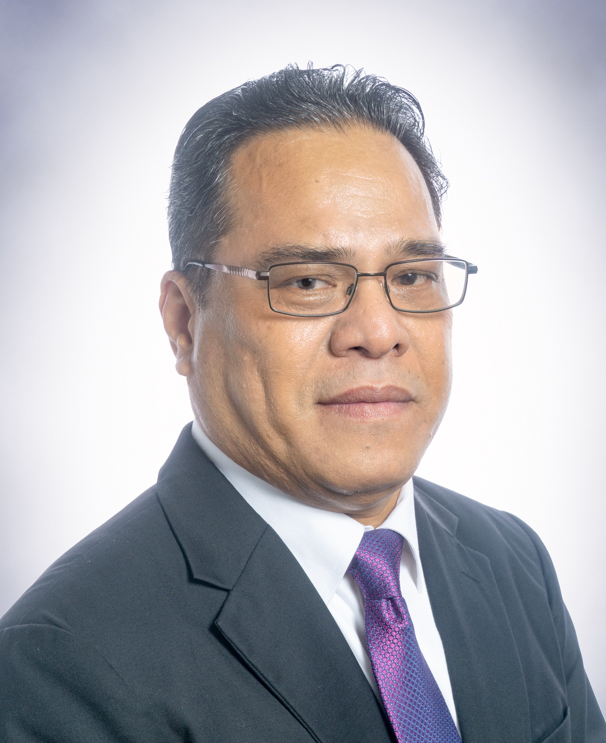
2019년 공식 초상화

웨슬리 시미나(Wesley Simina, 본명: 웨슬리 W. 시미나, Wesley W. Simina, 1961년 9월 10일 ~ )는 2023년부터 미크로네시아 연방의 대통령을 역임한 미크로네시아의 정치인이다. 미크로네시아 연방을 구성하는 4개 주 중 하나인 추크주의 주지사를 2005년 7월부터 2011년 7월까지 역임했다.
시미나는 기디언 두네(Gideon Doone) 전 주지사의 아들인 길리언 N. 두네(Gillian N. Doone)를 상대로 2009년 결선 투표에서 추크 주지사로 두 번째 임기로 재선되었다. 그와 존슨 엘리모(Johnson Elimo) 부지사는 2009년 7월 2일 추크주 웨노에 있는 사라멘 추크(Saramen Chuuk) 고등학교의 사라멘 추크 개발 센터에서 열린 취임식에서 두 번째 임기를 시작했다.
시미나는 2011년 7월 주지사직을 사임하여 미크로네시아 연방 의회에서 추크주의 대규모 상원의원이 되었다. 추크주 부지사 존슨 엘리모는 시미나의 사임과 동시에 추크주의 주지사 대행이 되었다. 엘리모는 2011년 8월 24일 특별 주지사 선거에서 승리하여 시미나의 잔여 임기를 수행했다. 엘리모는 7,945표로 선거에서 승리했다. 알렉산더 나룬(Alexander Narruhn)이 6,913표로 2위를 차지했고, 레들리 킬리온(Redley Killion)이 3,692표로 3위를 차지했다.
시미나는 2015년 5월 11일 미크로네시아 연방 제19차 의회의 의장으로 선출되었고, 2023년 5월 11일 제23차 의회의 첫 번째 정기 회기에서 미크로네시아 연방의 대통령으로 선출되었다.